# Зап (Северна Дакота)
Зап (енгл. Zap) град је у америчкој савезној држави Северна Дакота.

## Демографија
По попису из 2010. године број становника је 237, што је 6 (2,6%) становника више него 2000. године.
| Група             | 2000.       | 2010.       |
| Белци             | 220 (95,2%) | 216 (91,1%) |
| Афроамериканци    | 0 (0,0%)    | 0 (0,0%)    |
| Азијати           | 0 (0,0%)    | 3 (1,3%)    |
| Хиспаноамериканци | 0 (0,0%)    | 1 (0,4%)    |
| Укупно            | 231         | 237         |